# Телави
Телави (груз. თელავი) је град у Грузији и главни град регије Кахетија. Према процени из 2014. у граду је живело 19.629 становника.

## Историја
Археолошка испокавања доказују да је ово место било насељено још у бронзаном добу. Грчки географ Птолемеј је у 2. веку поменуо овај град под именом Теледа. У 10. веку арапски географ Ал-Мукадаси помиње град уз тада значајне градове Кавказа. Од 10. до 12. века Телави је био главни град Имеретије а касније део грузијске државе. Године 1801. анектира га Руска Империја.
У близини града се налази катедрала Алаверди (11. век). Унутар градских зидина постоје црква Св. Тројства из 6. века и црква Св. Марије из 16. века, тврђава из 9. и 10. века као и други историјски споменици.

## Становништво
Према процени, у граду је 2014. живело 19.629 становника.
| 1989.  | 2002.  | 2014.  |
| ------ | ------ | ------ |
| 28.325 | 21.582 | 19.629 |

## Партнерски градови
- Биберах ан дер Рису
- Напа
- Санта Колома де Граманет